# Alba Mons
Alba Mons, plus connu sous le nom d'Alba Patera bien que cette appellation ne désigne stricto sensu que sa caldeira sommitale, est le plus vaste volcan bouclier de la planète Mars (et de l'ensemble du Système solaire), situé par 40,5° N et 250,4° E dans le quadrangle d'Arcadia, au nord-ouest du renflement de Tharsis et exactement aux antipodes du bassin d'impact d'Hellas Planitia. Avec des restes d'anciennes coulées de laves s'étendant jusqu'à 1 350 km de son sommet, sa taille est comparable à celle des États-Unis. Mais Alba Mons est un volcan peu élevé, son plus haut point ne culminant qu'à 6,6 km ce qui représente moins d'un tiers de la hauteur d'Olympus Mons, le volcan le plus haut de Mars et du Système solaire. Ses flancs ont des pentes très douces : la pente moyenne le long du flanc nord (le plus raide) du volcan est de 0,5°, une valeur cinq fois inférieure à celle des pentes des autres grands volcans de Tharsis. Cette structure volcanique n'a pas d'équivalent connu dans tout le système solaire.
En plus de sa grande taille et de son relief bas, Alba Mons possède d'autres caractéristiques distinctes. La partie centrale du volcan est entourée par un réseau de failles (graben) et de fractures appelé Alba Fossae sur le flanc ouest et Tantalus Fossae sur le flanc est. Le volcan possède également de très longues coulées de laves bien conservées qui forment des traces rayonnantes à partir de la région centrale du volcan. La grande longueur des coulées individuelles (plus de 300 km pour certaines) implique un grand volume de lave très fluide (faible viscosité). La plupart de ces coulées ont des morphologies distinctes, composées de longues crêtes sinueuses et de canaux de lave centraux discontinus. Les zones basses entre les crêtes (en particulier le long du flanc nord du volcan) montrent des ramifications de ravins peu profonds et de canaux (réseaux de vallées) probablement formés par le ruissellement des eaux.
Alba Mons possède certains des plus anciens dépôts volcaniques, fortement exposés, de la région de Tharsis. Des preuves géologiques montrent que l'activité volcanique d'Alba Mons a pris fin bien avant celle d'Olympus Mons et des volcans de Tharsis Montes. Selon l'analyse des dépôts volcaniques, Alba Mons se serait formé au cours de l'Hespérien, jusqu'au tout début de l'Amazonien (échelle de Hartmann & Neukum), entre 3,6 et 3,2 milliards d'années avant notre ère.

## Étymologie
Pendant des années, le nom officiel de ce volcan était Alba Patera. Le terme latin Patera, désignant à l'époque de la Rome antique un vase large et peu profond, la patère, est aujourd'hui utilisé pour désigner des cratères d'origine volcanique et différents des cratères d'impact classiques. En septembre 2007, l'Union astronomique internationale (UAI) renomme le volcan en Alba Mons (Alba Mons signifie littéralement « Mont Blanc » en latin), réservant le nom Alba Patera aux deux dépressions (caldeiras) centrales du volcan. Néanmoins, le nom Alba Patera reste utilisé pour désigner le volcan entier dans de nombreuses publications.
Le terme Alba est dérivé de l'adjectif latin albus (féminin alba), « blanc mat » opposé à candidus, « blanc éclatant », depuis le (grec ἀλφός / alphós, et a été attribué au volcan en raison des nuages blancs observés au-dessus de la région par les télescopes basés sur Terre. Le volcan a été découvert par la sonde Mariner 9 en 1972 et fut appelé caractéristique volcanique Alba ou Anneau d'Arcadia (en raison des fractures circulaires autour du volcan). L'UAI nomma le volcan Alba Patera en 1973.

## Géographie et taille

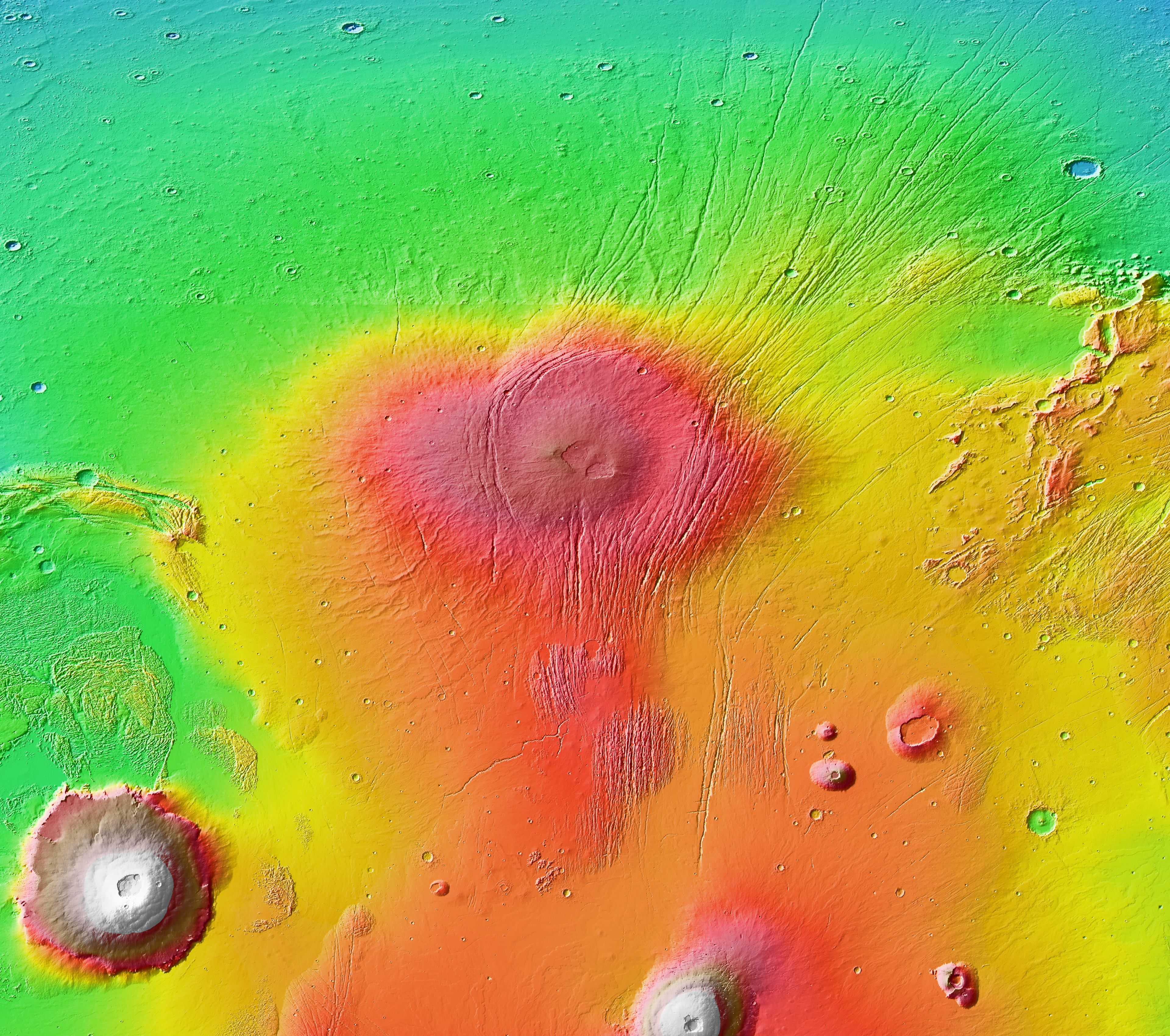
Topographie d'Alba Mons et ses environs, par le MOLA.

Alba Mons est centré à 40,783° N, 250,067° E dans le quadrangle d'Arcadia. Des traces de coulées provenant du volcan peuvent être trouvées jusqu'à 61°N au nord et 26°N au sud (au nord du quadrangle de Tharsis). Si l'on inclut les bords externes des coulées dans l'estimation de la taille, le volcan s'étend sur 2 000 km du nord au sud et sur 3 000 km d'est en ouest. Couvrant une aire d'au moins 5,7 millions de kilomètres carrés et possédant un volume de 2,5 millions de kilomètres cubes. Alba Mons domine la portion septentrionale du dôme de Tharsis mais étant très grand et géologiquement distinct, il peut à lui seul être considéré comme une région volcanique distincte,.
Bien qu'Alba Mons s'élève jusqu'à 6,6 km au-dessus du niveau de référence martien, la différence d'élévation entre son sommet et le terrain environnant (relief) est plus grande au nord du volcan (7,1 km) qu'au sud (2,6 km). La raison de cette asymétrie est que le volcan est situé à la frontière de la dichotomie crustale martienne, entre les plaines du nord et les hauts-plateaux accidentés du sud. Les plaines bordant le flanc nord du volcan ont une élévation moyenne de −4 500 m. La partie sud du volcan est quant à elle située sur une large crête topographique allant du nord au sud, qui correspond au terrain fracturé de Ceraunius Fossae datant du Noachien.

## Géologie
Les premières éruptions auraient consisté en des laves fluides qui se seraient répandues sur une large surface, puis des éruptions plus localisées auraient donné naissance au bouclier central, et enfin une phase finale aurait abouti au dôme portant le système de caldeiras, dont la masse aurait favorisé l'apparition des fosses d'Alba et de Tantalus ainsi que la faible inclinaison du sommet vers l'est.

### Histoire géologique
Alba Mons se situe exactement aux antipodes du bassin d'impact d'Hellas Planitia, et sa formation serait peut-être due au contrecoup de l'impact à l'origine de ce bassin, il y a environ 4 milliards d'années. La datation de cet ensemble est cependant délicate, son aspect général plutôt érodé et couvert de poussières suggérant un âge ancien, mais la faible cratérisation de ses surfaces (comparée par exemple à celles de Syrtis Major, autre volcan bouclier clairement plus ancien au point de n'être plus vraiment identifiable comme tel) et sa morphologie générale finalement assez proche de celle des volcans du renflement de Tharsis, avec leurs grands épanchements de lave en lobes latéraux et des éruptions successives se resserrant autour des caldeiras, plaident plutôt pour une activité centrée au milieu de l'Hespérien et se prolongeant au début de l'Amazonien. Ce scénario en quatre épisodes majeurs datés successivement, sur le flanc occidental, de 3,4 Ga, 2 Ga, 800 Ma et 250 Ma, avec une activité prolongée entre 800 Ma et 180 Ma autour de la caldeira la plus grande, est conforme aux estimations de l'équipe de Gerhard Neukum à l'Université libre de Berlin, qui conclut à un âge minimum, pour l'édification du volcan, de 3,5 Ga.

## Possiblecoronaà l'image de celles de Vénus
L'apparence particulière d'Alba Mons, qui semble atypique sur Mars au premier abord, avec ses reliefs peu marqués et étendus comprenant tout un ensemble de plis, de failles et de fossés dessinant une structure ovoïde, a d'emblée été rapprochée des coronae vénusiennes dès leur découverte par les Soviétiques au début des années 1980,,. Un parallèle peut être plus précisément dressé avec un volcan d'Eistla Regio, près de l'équateur de Vénus, correspondant à Irnini Mons et Sappho Patera, deux toponymes vénusiens désignant en fait respectivement l'édifice volcanique (de 525 km de diamètre) et sa caldeira (large de 225 km). L'ambiguïté de cette structure résulterait de l'évolution depuis un volcan bouclier vers une corona tardive par amincissement progressif de l'écorce vénusienne sous l'effet du réchauffement par un panache mantellique (diapir), schéma qui pourrait avoir été partiellement à l'œuvre sur Mars au niveau d'Alba Mons.